# Землетрясение в Румынии (1802)
Землетрясение в горах Вранча в Румынии произошло 26 октября 1802 года на день Святой Параскевы. С расчётной интенсивностью 7,9 по шкале Рихтера, это самое сильное землетрясение из когда-либо зарегистрированных в Румынии и одно сильнейших в европейской истории. Оно ощущалось на площади более двух миллионов квадратных километров в Восточной Европе и на Балканах, от Санкт-Петербурга до Эгейского моря.
Сила землетрясения Бухаресте оценивается в VIII-ІХ по шкале Меркалли. Попадали многие шпили церквей и был разрушен монастырь Котрочень. Возникли многочисленные пожары, в основном из опрокинутых печей. В Болгарии города Русе, Варна и Видин были почти полностью разрушены .
За основным землетрясением последовала серия афтершоков, сильнейший из которых имел магнитуду 5,5.

## Разрушения и жертвы
Основные толчки обрушились на Бухарест между полуднем и часом дня. Землетрясение ощущалось около 10 минут и было настолько сильным, что все дымоходы в городе рухнули. Многочисленные исторические памятники были разрушены, в том числе Церковь св. Николая, монастырь Котрочент и 54-метровая Башня Колцей. Греческий историк Дионисий Фотино сообщал, что господарь Константин Ипсиланти переехал с семьёй в монастырь Вакарести, потому что его дворец был сильно повреждён. Однако несмотря на огромный ущерб, причинённый зданиям, были зафиксированы только четыре смерти, причём три из них — еврейская женщина с ребёнком и странствующий торговец — были убиты, когда обрушилась башня Колцей. Число погибших, вероятно, было таким низким из-за того, что дома строились далеко друг от друга и были окружены большими дворами и садами, так что вибрации не распространялись от одного здания к другому. Кроме того, строительные материалы — в основном гонт и древесина — были лёгкими.
В Яссах обрушились стены княжеских дворов, многие храмы и монастырские башни рухнули. В Сучаве треснул шпиль армянской церкви, а в городе Пашкани появились трещины в стенах церкви св. Архангелов. Среди других религиозных зданий, повреждённых этим землетрясением, княжеская Успенская церковь в Бырладе и монастырь Кашин в Бакэу.
Брашов и его окрестности, включая городскую Чёрную церковь, серьёзно пострадали. Согласно местным хроникам, в селе Бод более 50 домов и несколько церквей были повреждены или уничтожены. В Фелдиоаре столб воды поднялся на несколько метров в воздух из трещины, вызванной землетрясением. Рушились здания в Сибиу, включая городскую католическую церковь.
Константинополю и соседним провинциям также нанесён значительный ущерб. В письме из Петроварадина описывались конкретные разрушения в районе Галата, во дворце Топкапы, в соборе Святой Софии и на базаре Эдирне. Главный и последующие толчки продолжались до 30 минут.
В 13:30 жёсткие толчки ощущались на территории нынешней Украины. Толчки (6 в общей сложности) длились три минуты и были настолько сильны, что каменные здания в Киеве и Львове сотрясались, и городские колокола начали звонить. Журнал The Gentleman's Magazine сообщал о повреждениях в Москве: «в стенах были трещины, стёкла в окнах были выбиты и своды обрушились». Анатолий Друмя, преподаватель от Кишинёва, в письме рассказывал, что няня гуляла с маленьким мальчиком в коляске во дворе библиотеки Московского университета, когда в 13:53 «статуи начали падать» и каменные скамьи были опрокинуты. Мальчиком был будущий русский поэт Александр Пушкин.

### Интенсивность
| Место                                               | Интенсивность |
| --------------------------------------------------- | ------------- |
| Бухарест                                            | IX            |
| Яссы Кишинёв                                        | VIII-IX       |
| Крайова Русе, Силистра                              | VIII          |
| Дева, Себеш, Сигишоара Видин, Варна Черновцы Сороки | VII           |
| Киев                                                | VI            |
| Стамбул                                             | V-VI          |
| Москва                                              | IV-V          |

## Восстановление Бухареста

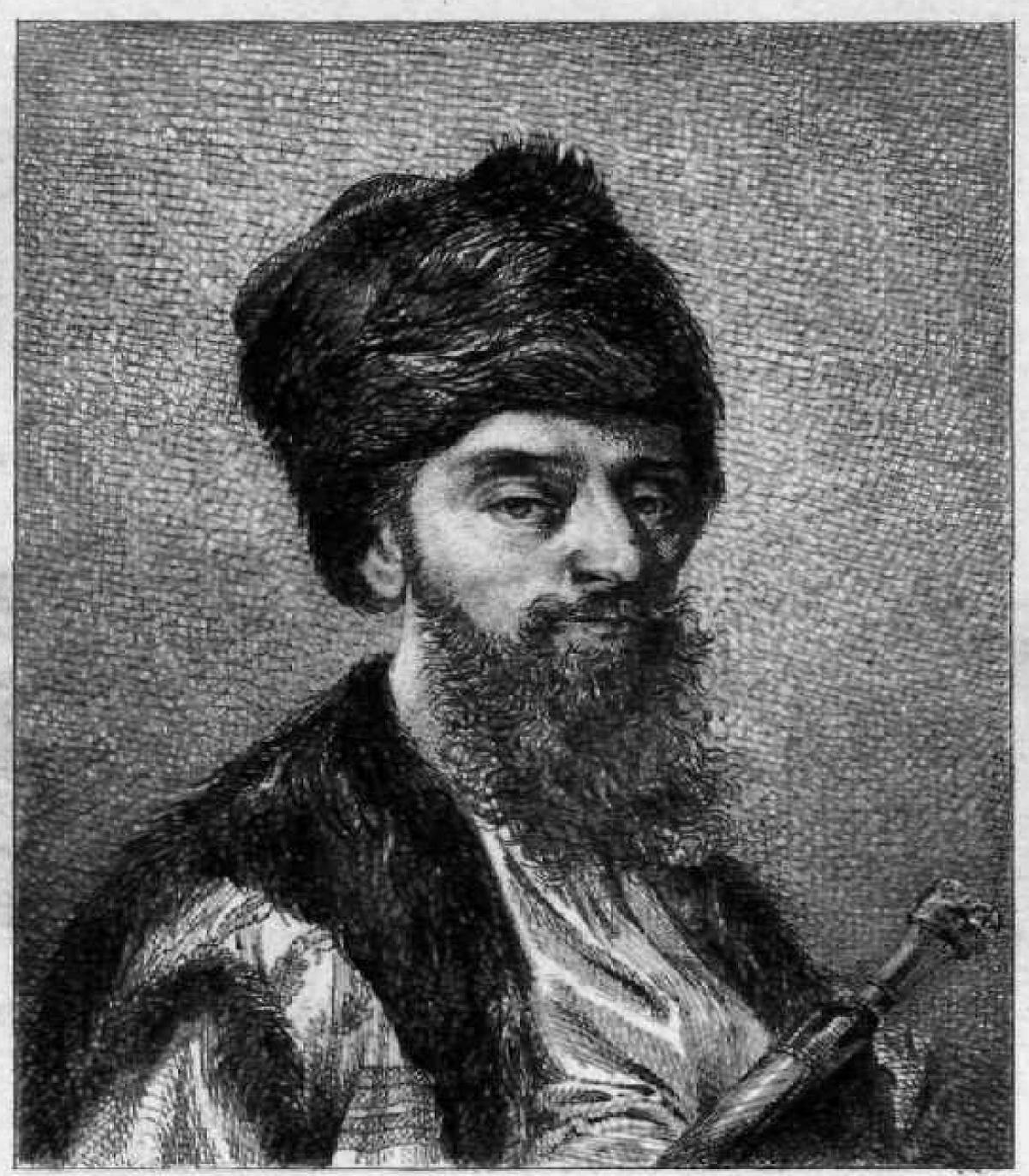
Господарь Константин Ипсиланти, приказавший немедленно восстановить Бухарест после землетрясения

После землетрясения Константин Ипсиланти приказал немедленно восстановить Бухарест. Чтобы каменщики и ремесленники не наживались на этой катастрофе, он установил максимальную зарплату за их труд. Бухарест был отстроен в течение нескольких лет, хотя некоторые здания и сооружения так и не были восстановлены .
Несколько землетрясений произошли в последующие годы, но они причиняли сравнительно мало вреда. Одно из них произошло 15 июня 1803 года, оно повредило бухарестские системы водоснабжения и вывело из строя многие насосы. Три другие крупные землетрясения произошли в 1804 и 1812 годах.